# Podwójna omyłka
Podwójna omyłka – nowela autorstwa Prospera Mériméego, opublikowana po raz pierwszy w 1833 roku.

## O utworze
Mérimée napisał o tym utworzeː To jeden z moich grzechów popełniony dla pieniędzy i ofiarowany komuś, kto nie był wiele wart. «Grzech popełniony dla pieniędzy» nie oznacza w tym przypadku chałtury wykonanej dla zarobku. Utwór ukazał się w 1833 i nie spotkał się z życzliwym przyjęciem. 

## Treść
Julia de Chaveney poślubiła mężczyznę gruboskórnego i zadowolonego z samego siebie. Przez sześć lat trwania swego małżeństwa doznała wielu przykrości i samotności. Kiedy mąż zachował się wyjątkowo niedelikatnie wybrała się do przyjaciółki, by się przed nią wyżalić. W jej salonie spotyka Darcy'ego, dyplomatę, który właśnie powrócił z Konstantynopola. Julia pamięta, że przed laty wyróżniała go spośród swych adoratorów i żałowała, że musiał opuścić Francję, by poświęcić się swej karierze dyplomatycznej. Pod wpływem wspomnień sądzi, że odzyskała jego miłość. W drodze powrotnej do Paryża jej powóz ląduje w rowie. Zziębniętą i przestraszoną ratuje z opresji Darcy. Wytrącona z równowagi opowiada mu o swym nieszczęśliwym małżeństwie i pada mu w ramiona. Darcy jest nieco zaskoczony zbyt łatwym podbojem, postanawia wszakże skorzystać z możliwości wygodnego cudzołóstwa. Julia, która marzyła o nowym życiu z mężczyzną, który by ją kochał, rozczarowana i zawstydzona, wyjeżdża następnego dnia do matki na południe Francji. Po drodze umiera w zajeździe na zapalenie płuc. Darcy nie uświadamia sobie, co naprawdę się wydarzyło.